# Lomas (Spagna)
Lomas è un comune spagnolo di 54 abitanti situato nella comunità autonoma di Castiglia e León, comarca di Tierra de Campos.